# Veintiocho de Noviembre
Veintiocho de Noviembre es una localidad del departamento Güer Aike, en la provincia de Santa Cruz, Argentina, fundada en 1959, al provincializarse el Territorio Nacional de Santa Cruz.
La ciudad está comunicada con la Ruta Nacional 40 en su km 380. Es una localidad minera creada el 28 de noviembre de 1959. Actualmente muchos turistas la visitan por ser la Capital Nacional del Cóndor Andino. Está muy próxima a la frontera con Chile y a la ciudad de Puerto Natales de dicho país.

## Historia

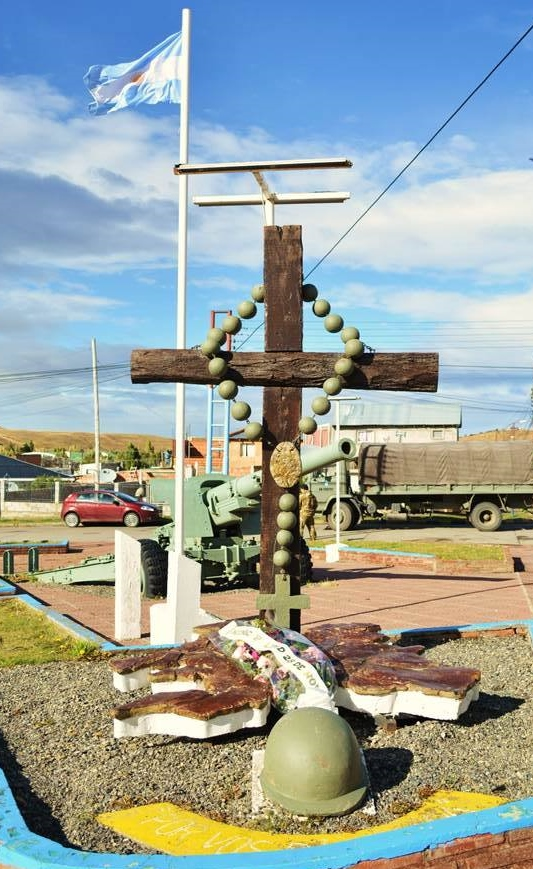
Plazoleta 2 de Abril.

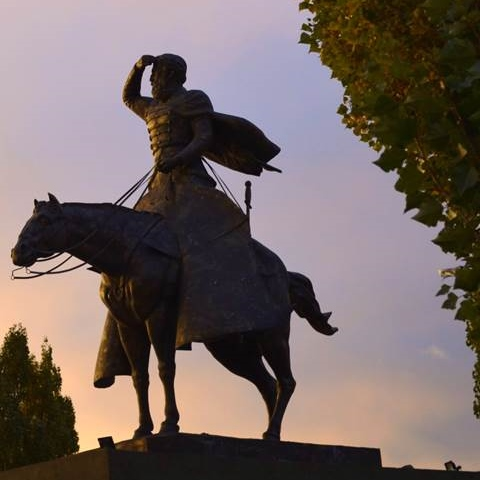
Monumento a Güemes.

En la constitución de la provincia de Santa Cruz quedó establecido que el primer pueblo que se creara debería llevar el nombre de "28 de Noviembre", en homenaje a la fecha en que se promulgó la constitución. A tal fin y en concordancia con el día de Santa Bárbara, patrona de los mineros, el 4 de diciembre de 1959, en presencia del entonces Gobernador de la provincia, Mario Cástulo Paradelo y el intendente de Río Turbio, Jorge Américo Blachere, se labró el acta de fundación de la localidad de 28 de Noviembre. Dicha acta se encuentra actualmente enterrada en el centro de la plaza Martín Miguel de Güemes, debajo del mástil de la bandera.[cita requerida]
El 25 de mayo de 1962 se iza por primera vez la bandera argentina en la plaza central de la localidad. La misma fue donada por Adolfo González, quien habitó el lugar por muchos años.[cita requerida]
Durante años, la principal actividad económica fue la extracción del carbón, que era llevado por ferrocarril hasta Río Gallegos.[cita requerida]

## Aparición en películas
En la película argentina de 2020 La muerte no existe y el amor tampoco se muestran imágenes de la localidad.

## Distancias
- Río Turbio (por RP 20): 12 km.
- Puerto Natales (por RN 293): 36 km.
- Puerto Natales (por Río Turbio): 42 km.
- Río Gallegos (por RN 40 de asfalto): 253 km.
- Río Gallegos (por RP 5, RP 7 y RN 40 de asfalto): 308 km.
- Punta Arenas: 252 km.
- Comodoro Rivadavia: 984 km.
- Buenos Aires: 2741 km.

## Población

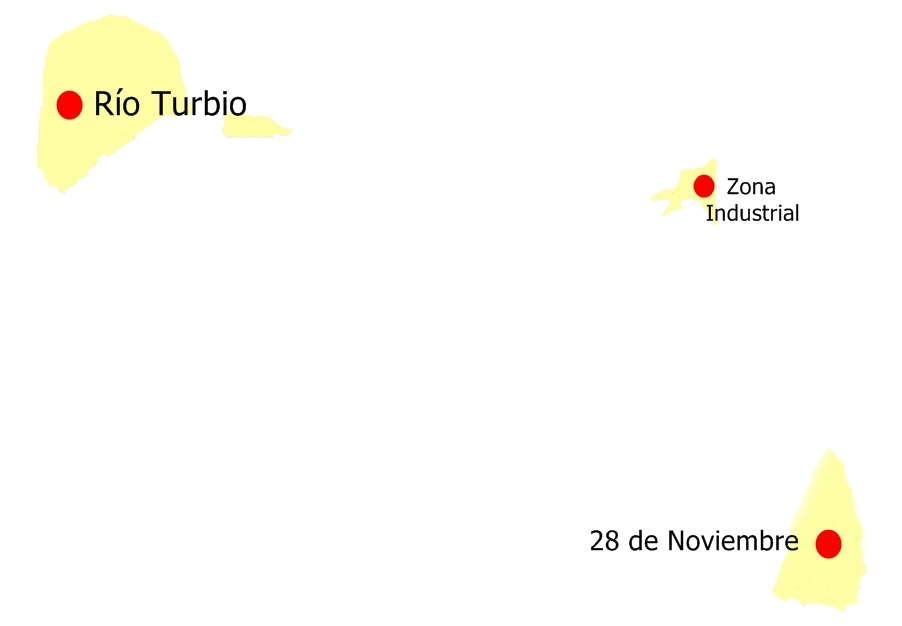
Mancha urbana de la cuenca carbonífera

Contó con 6,145 habitantes (Indec, 2010), de los cuales 2.992 mujeres y 3.153  hombres; lo que representó un incremento del 31% frente a los 4,686 habitantes (Indec, 2001) del censo anterior.
El censo 2022 reveló 9.481 habitantes y 3 909 viviendas. Se ubicó como la 9.ª más poblada de la provincia.
| Gráfica de evolución demográfica de Veintiocho de Noviembre entre 1970 y 2022 |
|                                                                               |
| Fuente: Censos nacionales del INDEC                                           |

## Parroquias de la Iglesia católica en Veintiocho de Noviembre
| Diócesis  | Río Gallegos      |
| --------- | ----------------- |
| Parroquia | María Auxiliadora |

- Dirección: Avenida Antártida Argentina 403
- Párroco: Presbítero Marcelo Toledo

Capillas:
- Nuestra Señora de Río Blanco y Paypaya
- Nuestra Señora del Carmen. (Turbio Viejo)